# Black Woman
Black Woman es el primer álbum de estudio del guitarrista estadounidense de jazz Sonny Sharrock. Fue publicado en 1969 a través de Vortex Records.

## Producción
El álbum fue producido por Herbie Mann, con quien Sharrock grabó nueve álbumes. Cuando se le preguntó acerca de su afición por la interpretación de Sharrock, Mann comentó: “Mucha gente dice que no puede entender cómo Sonny Sharrock puede estar en mi banda. La única razón por la que dicen eso es: posiblemente piensen que cuando eres un líder de banda esperas que todos tus hijos sean criados exactamente a tu imagen. Lo que demuestra que la gente y los críticos no saben nada sobre las personas”.

## Recepción de la crítica
El crítico de AllMusic, Wilson McCloy, declaró: “Este álbum no es para todos, incluso los fanáticos de Sonny Sharrock pueden encontrar la música más allá de sus expectativas más salvajes”. El crítico de la revista The Quietus, Stewart Smith, describe Black Woman como “una pieza extraordinaria de música energética que va mucho más allá del jazz”

## Lista de canciones
Todas las canciones compuestas por Sonny Sharrock, excepto donde esta anotado.
Lado uno
1. «Black Woman» – 5:14
2. «Peanut» – 9:15

Lado dos
1. «Bialero» (tradicional, arr. por Sharrock) – 4:52
2. «Blind Willy» – 3:11
3. «Portrait of Linda in Three Colors, All Black» – 8:38